# پارتنوپه
پارتنوپه (به انگلیسی: Parthenope) یک فیلم فانتزی و درام در سبک داستان بلوغ محصول سال ۲۰۲۴ به نویسندگی، تهیه‌کنندگی و کارگردانی پائولو سورنتینو است. این فیلم محصول مشترک بین‌المللی ایتالیا و فرانسه است، سلسته دالا پورتا، استفانیا ساندرلی، گری اولدمن، سیلویو اورلاندو، لویزا رانیری، پپه لانتستا و ایزابلا فراری به ایفای نقش می‌پردازند. این فیلم دربارهٔ زنی به نام پارتنوپه است که نام شهر خود را یدک می‌کشد اما او نه حوری است و نه افسانه.
پارتنوپه برای رقابت برای نخل طلا در هفتاد و هفتمین جشنواره فیلم کن انتخاب شد، جایی که در ۲۱ مه ۲۰۲۴ نمایش داده شد. این فیلم در ۲۴ اکتبر ۲۰۲۴ توسط پیپرفیلم در ایتالیا اکران شد. نقدهای متفاوتی از منتقدان دریافت کرد.

## داستان
دربارهٔ زنی جویای خوشبختی به نام پارتنوپه با بازی «چلسته دلا پورتا» در ناپل است که به گفته سورنتینو اگرچه همنام به شهر خود است اما «نه حوری است و نه افسانه.» در اساطیر یونان، پارتنوپه نام یک حوری است که وقتی ترانه‌هایش اودیسئوس را اغوا نمی‌کند خودش را به دریا می‌اندازد و غرق می‌شود. امواج دریا پیکر او را به سواحل ناپل می‌برد.

## بازخوردها
- در وب‌سایت جمع‌آوری نقد راتن تومیتوز از ۲۸ نقد منتقد، دارای امتیاز ۴٫۱ از ۱۰ است.
- در متاکریتیک، که از میانگین وزنی استفاده می‌کند، بر اساس ۱۲ منتقد، امتیاز ۵۷ از ۱۰۰ را به فیلم اختصاص داد که نشان دهنده نقدهای «مختلط یا متوسط» است.